# Перов, Юрий Валерианович
Ю́рий Валериа́нович Перо́в (27 сентября 1940, Тотьма, Вологодская область — 26 декабря 2008, Санкт-Петербург) — советский и российский философ, декан философского факультета Санкт-Петербургского государственного университета с 1984 года по 1989 год, доктор философских наук, профессор, заведующий кафедрой истории философии философского факультета СПбГУ.

## Биография
Родился в Тотьме Вологодской области. В 1957 году поступил и в 1962 году окончил философский факультет ЛГУ, затем два года учился в аспирантуре. C 1964 года работал на факультете ассистентом, в 1967 году защитил кандидатскую диссертацию «Социальная природа художественной оценки», с 1970 — доцент. В 1976—1977 годах преподавал философию в вузах Чехословакии. С 1982 года — заведующий кафедрой истории философии, доктор философских наук (1983, диссертация «Художественная жизнь общества как объект социологического исследования»), профессор (с 1985). С 1984 по 1989 год был деканом философского факультета. С 1986 года являлся председателем совета по защите докторских диссертаций.
За заслуги перед университетом в 1999 году Ю. В. Перов был награждён юбилейной грамотой и медалью, а в 2000 году ему присвоено почётное звание «Заслуженный деятель науки Российской Федерации». В 2009 году Ю. В. Перову было присвоено звание «Почетного профессора Санкт-Петербургского государственного университета».
Сын Вадим — заведующий кафедрой этики философского факультета СПбГУ.
Умер 26 декабря 2008 года. Похоронен на Бабигонском кладбище (г. Петергоф).
Именем Ю. В. Перова назван один из кабинетов на философском факультете СПбГУ.

## Философия
Мы живем в «постметафизическую» эпоху; метафизики (в исходном и строгом значении понятия) ныне нет

## Основные работы
Книги
- Что такое социология искусства? Л., 1972;
- Художественная жизнь общества как объект социологии искусства. Л., 1980;
- Историчность и историческая реальность СПб., 2000;
- Философия истории философии / Л. В. Цыпина. — СПб.: Изд-во С.-Петерб. ун-та, 2010. — 202 с. — ISBN 978-5-228-05083-1.
- Лекции по истории классической немецкой философии. — СПб.: Наука, 2010. — 530 с. — ISBN 978-5-02-025446-6.

Статьи
- Социологическое направление в эстетике // История эстетической мысли. Т. 5. М., 1990;
- Судьбы моральной философии // Логос. Вып.1. Л., 1991;
- Философия истории Гегеля: от субстанции к историчности. // Гегель. Философия истории. СПб. 1993;
- Гегелевская история философии в контексте новоевропейской метафизики // Гегель. Лекции по истории философии. Кн.1. СПб., 1993. [В соавт.];
- Человек в социальной философии Нового времени // Человек в зеркале наук. СПб., 1993;
- Либеральный гуманизм и мифологемы Отечественной мысли // Вестник СПбГУ. Сер.6. Вып. З. 1993;
- Уроки классической социальной философии // Вестник СПбГУ. Сер.6. Вып.2. 1994;
- Гегель и современное историческое сознание // Гегель. Лекции по истории философии. Кн. З. СПб., 1994 . [В соавт.] ;
- Перспективы ренессанса моральной философии // Актуальные проблемы русской классической философии. Пятигорск, 1994;
- Становление философии культуры в европейской философии XVII—XVIII веков // Вестник СПбГУ. Сер.6. Вып. З. 1995. [В соавт.];
- Кант о способности суждения в контексте природы и свободы, сущего и должного // Кант И. Критика способности суждения. СПб., 1995;
- Istorizitat ah Faktum und als Problem // St-Petersburger Beitragen zur Soziologie. Hamburg, 1995;
- Наследие M. Вебера и перспективы современной философии истории // Социологические исследования. М., 1995. № 12;
- Социальная философия и общетеоретическая социология // Проблемы теоретической социологии. Вып.2. СПб., 1996;
- Возможна ли в XXI веке философия истории?// Философия на рубеже веков. СПб., 1996;
- Проблематика «смысла истории» на рубеже веков // Философия и вызов XXI века. СПб., 1996;
- Как возможна сегодня универсальная философия истории? // Макс Вебер, прочитанный сегодня. СПб., 1997;
- О «метафизических» предпосылках философии ценностей // Вестник СПбГУ. Сер.6. Вып.2. 1997;
- Проблема философского статуса социальной философии // Вече. Вып.9. СПб., 1997;
- Проблематичность метафизических оснований философии истории // Метафизические исследования. Вып.2. История. СПб., 1997;
- Становление теории культуры в европейской философии Нового времени // Философия культуры. Становление и развитие. СПб., 1998;
- Социальная философия Нового времени // Очерки социальной философии. СПб., 1998;
- Антропологическое измерение в трансцендентальной философии И.Канта // Кант И. Антропология с прагматической точки зрения. СПб., 1998;
- Elemente des «Philosophischen Asthetismus» bei Holderlin // Bad Homburger Holderlin-Vortrage. Bad Homburg. 1999;
- Проект философской истории философии Карла Ясперса // Ясперс К. Всемирная история философии. СПб., 2000.
- Проблематичность метафизических оснований философии истории
- К вопросу о «метафизических» предпосылках философии ценностей
- Проблема философского статуса социальной философии